# Rachakonda
Rachakonda és una antiga població i una fortalesa de l'Índia, a Andhra Pradesh. Fou capital de una branca dels Nayaks Recherles.
La zona va ser governada per la dinastia Kakatiya però la fortalesa fou construïda pels Nayaks Recherles Velames (Padmanayaka) i concretament per Recherla Singama Nayak, el fundador d'un nou clan dels reis. El seu fill Nayaka Anavotha (1361-1384) que el va succeir, va canviar la seva capital d'Amanagallu a Rachakonda. Durant el seu govern fou designada com la capital del nord (i governada per ell mateix), mentre Devarakonda fou designada capital del sud i allí fou designat virrei el seu germà petit Mada Nayaka. Els descendents d'Anavotha Nayaka van governar de manera hereditària el principat dels Recherles de Rachakonda.
La regió de Rachakonda va ser capturada pels sultans Bahmànides entre 1433 i 1435. Rachakonda va tenir un paper clau entre el sultanat musulmà dels Bahamànides i l'imperi hindú de Vijayanagar. El 1498 el darrer governador de Telangana, Qutubul Mulk Dakhani, controlava el territori de la fortalesa de Golconda, el fort de Warangal Fort, els forts de Devarakonda, Rachakonda i Koilkonda i va construir un gran fort de la dinastia Kutubshàhida.
El darrer rei de Rachakonda, Sarvajna Singha Bhoopala III, va ser patró dels poetes Bammera Pothana i Srinatha, grans poetes telegus. Més tard del 1480-1485 el governador de la fortalesa Khan Shitab de Narayanpur es va revoltar i va proclamar la seva independència el 1503 governant des del fort de Rachakonda, el de Warangal i el de Khammam durant prop de deu anys (1503-1512).
La fortalesa de Rachakonda és de construcció ciclòpia (sense utilització de materials com el ciment) i exemple de l'arquitectura medieval índia; tota la fortalesa està desproveïda de la utilització de morter. La fortalesa està construïda en dues plantes i disposa d'una vista impressionant de tota la ciutat, que es troba al sud-est del fort. L'entrada de la fortalesa és un exemple excel·lent de columnes monolítiques. Està també és adornada amb bigues i llindes entre les muralles excavades a la roca. El fort ofereix valors històrics i amb una gran sala del tron o Kacheri on els reis van organitzar balls i altres programacions antigament. A la rodalia hi ha extensos boscos. El temple principals de la zona és el Ramalingeshwara shiva lingam Swamy; hi ha temples construïts dedicats a Xiva, un temple Ramar, un ídol d'Hanuman i un estany natural; finalment el temple Munmandabam i el temple Veerabhadra Swamy. Recentment s'ha trobat un lingam de 8 peus d'altura de Xiva durant les excavacions.